# Talsperre Jirkov
Die Talsperre Jirkov (tschechisch Vodní nádrž Jirkov) ist eine Trinkwassertalsperre im tschechischen Teil des Erzgebirges. 

## Geographie
Die Talsperre liegt drei Kilometer nordwestlich von Jirkov inmitten von Wäldern am Südabfall des Erzgebirges in Telšské údolí („Töltschtal“) der Bílina. Nordwestlich über dem Stausee befinden sich zwischen den Tälern des Malá voda („Kleines Bächel“) und der Bílina die Reste der Burg Najštejn („Neustein“). Zweieinhalb Kilometer östlich liegt das Schloss Červený Hrádek. 
Gestaute Gewässer sind die Bílina und das Malá voda, Abflussgewässer ist die Bílina.
Umliegende Ortschaften sind Telš, Orasín und Boleboř im Norden, Jindřišská im Nordosten, Červený Hrádek im Osten, Vinařice im Südosten, Březenec im Süden, Hrádečná im Südwesten, Šerchov und Blatno im Westen sowie Květnov und Mezihoří im Nordwesten.

## Geschichte
Der Bau der Talsperre begann 1960 zur Trinkwasserversorgung des Nordböhmischen Beckens. Im Jahre 1965 war die Anlage vollendet. Über die Rohrleitung Nivský přivaděč wird der Bílina oberhalb der Talsperre Wasser aus dem Nivský potok, dem Zufluss des Lužec („Aubach“), zugeführt. Im Stausee befindet sich in 451,60 m ü. M. ein Überlaufschacht von 9,5 m Durchmesser.
In die Talsperre ist das Wasserkleinkraftwerk Jirkov mit einer CINK-Turbine-System Banki mit einer maximalen Leistung von 142,2 kW  integriert.
Die Talsperre Jirkov dient im Verbund mit den Talsperren Přísečnice, Křimov, Kamenička, Jezeří, Janov und Fláje der Trinkwasserversorgung des gesamten nordböhmischen Braunkohlenbeckens.
Sie liegt in einem Trinkwasserschutzgebiet I. Ordnung und ist nicht öffentlich zugänglich.